# Café Nana
Le Café Nana est une variété de café qui a contribué à l'essor de la caféiculture en Centrafrique, où il pousse à l’état sauvage et où il a été cultivé dans la région de Carnot (Centrafrique) et de la ville de Berbérati, troisième ville de la République centrafricaine. C'est une variété très proche du robusta, mais adaptée à un certain type de climat et de forêts où le robusta s'aventure peu et s'acclimate moins bien, laissant le terrain au « Café Nana » moins exigeant pour l'ombrage.

## Histoire
En 1926, la chute des cours du caoutchouc, devenus moins favorables que ceux du café, entraine un "rush du diamant" vers les régions à cheval entre le Congo Brazzaville, le Congo Kinshasa et la Centrafrique, où de nombreuses plantations de café européennes s'installent pour exploiter les caféiers sauvages.
Le Café Nana est alors cultivé dans les plantations ombragées de Carnot (République centrafricaine) et le long de la Nana Bakassa (rivière) et la Nana Barya, cours d'eau d'Afrique centrale, parcourant le Nord-Ouest de la République centrafricaine et bordant le Tchad, qui ont donné leurs noms à ce café.
La SOCANA (Société des Plantations du Café Nana de Carnot, ex-plantation Collongy), au capital de 15 millions franc CFA, se créé à Carnot (Centrafrique), à 550 mètres d'altitude et exploite aussi des plantations de sisal.
Au début des années 1960, un « rush » du diamant est survenu dans la région du café Nana, où le droit de prospection a été  accordé à tout citoyen centrafricain. L'arrivée de prospecteurs et l'attrait du diamant ont  porté préjudice à la culture du café « Nana », délaissée au profit de la course à la fortune diamantaire.  Dès le milieu des années 1960, le Robusta, variété de forêt ayant besoin de terres riches et d'un demi-ombrage, assure 96 % de l'offre de café centrafricain, le café « Nana », étant ramené à 4 %.